# Antigua Embajada del Reino Unido en Madrid
La antigua embajada británica en Madrid es un edificio en el número 16 de la calle de Fernando el Santo. Fue la sede de la Embajada del Reino Unido en Madrid de 1966 a 2009, año en que se trasladó al nuevo rascacielos Torre Espacio.

## Historia y descripción
El solar del número 16 de la calle de Fernando el Santo (que linda con Monte Esquinza) anteriormente estaba ocupado por el palacete del Marqués de Álava, que en 1905 fue vendido al gobierno británico para instalar su embajada. En 1966 fue derruido al haberse quedado pequeño y desfasado. 
El nuevo edificio fue diseñado en 1966 por el arquitecto británico W. S. Bryant, conocido por sus obras de estilo brutalista, y por el arquitecto racionalista español Luis Blanco-Soler (a quien debemos también el hotel Wellington, el barrio de El Viso y varios edificios de El Corte Inglés, entre muchos otros edificios). Se trata de un edificio redondo ya que su intención fue la de imitar una plaza de toros, con ruedo (gran plaza central con fuente) y burladeros (ventanas alternadas en la fachada circular). Su forma y modernidad hizo que destacara entre los clásicos edificios de la zona, llena de palacetes y edificios residenciales. El complejo cuenta con aparcamiento, búnker, piscina y club social. 
El edificio fue vendido en 2009 por 50,5 millones de euros al empresario José María Aristrain, accionista de ArcelorMittal. La intención del nuevo dueño era demoler el edificio, dado que no es inmueble protegido, pero no llegó a materializarse. El edificio se empleó ocasionalmente para eventos de terceros. Tras unas rehabilitaciones parciales del edificio, se puso como alquiler de oficinas en el año 2022.
La Embajada británica en Madrid se trasladó en 2009 a su actual ubicación en las plantas 38 a 41 del rascacielos Torre Emperador (anteriormente Torre Espacio) de 236 m de altura diseñado por Pei Cobb Freed. La Torre Emperador es también la sede de varias embajadas extranjeras, incluidas las de Australia y Canadá (plantas 21 y 22).